# Rudolf Herzer
Rudolf Herzer (* 11. November 1878 in Rottleben; † 20. Oktober 1914 in Allenstein, Ostpreußen) war ein deutscher Komponist.

## Leben
Mit seiner Familie kam er vom Kyffhäuser ins thüringische Rudolstadt. Hier trat er mit 24 Jahren in den Militärmusikdienst beim Infanterieregiment 96 ein und wurde sechs Jahre später zum Leiter des Musikkorps ernannt. Nach dem Ausscheiden aus dem Militärdienst lebte er seit 1913 in Berlin als Unterhaltungs- und Tanzmusiker. Hier leitete er in der Friedrichstraße ein Caféhaus-Orchester. Während des Ersten Weltkrieges meldete er sich freiwillig. Sein Regiment war an der Ostfront stationiert, wo er bereits schwer verwundet im Garnisonslazarett Allenstein seinen Verletzungen erlag.
Der 1912 komponierte Militär- und Konzertmarsch opus 10 Hoch Heidecksburg war Herzers größter Erfolg.

## Werke (Auswahl)
- Hoch Heidecksburg, Marsch, op. 10
- Rudolfsklänge, Marsch, Musikverlag F. Friede, Berlin, 1910 OCLC 1183996335
- Mein letzter Gruss